# Australoechus purpureus
Australoechus purpureus är en tvåvingeart som först beskrevs av Mario Bezzi 1921.  Australoechus purpureus ingår i släktet Australoechus och familjen svävflugor. Inga underarter finns listade i Catalogue of Life.